# ダラム・シティAFC
ダラム・シティ・アソシエーション・フットボールクラブ（Darham City Association Football Club）はイングランド北東部、ダラム州内、ダラムを本拠地とするサッカークラブチームである。2010-2011シーズンはノーザンプレミアリーグ・ディヴィジョン1・ノース（8部相当）に所属。
前身は1918年に創設され、翌年の1919年にノースイースタンリーグに参加。1921年には、サードディヴィジョン・サウスに参加している。
1933年にシティ・オブ・ダラムに名称を変更したが、チームは5年後の1938年に解散している。
1950年に現在のクラブとして創設され、11部相当のウェアサイドリーグに参加した。
2008-2009シーズンに国内8部リーグで優勝し、ノーザンプレミアリーグ・プレミアディヴィジョン（7部相当）昇格を果たした。だが2009-2010シーズンは20位になり、再び8部へ降格。

## タイトル

### 国内タイトル
- ノーザンリーグ・プレミアディヴィジョン:2回

1993,2008
- ノーザンリーグ・ディヴィジョン2:1回

1998

### 国際タイトル
- なし